# Шорт С.А.6 Силенд
Шорт С.А.6 Силенд  је енглески једнокрилни вишеседи авион-амфибија металне конструкције са увлачивим класичним стајним трапом, намењен комерцијалном линијском транспорту у приморском обалном подручју.

## Пројектовање и развој
После Другог светског рата енглески произвођач авиона Шорт (Short Brothers & Harland Ltd.) почео је рад на развоју овог авиона-амфибије намење комерцијалном линијском транспорту у приморском обалном подручју капацитета од пет до седам путника. Главни пројектант авиона је био C.T.P Lipscomb.
Прототип под ознаком С.А.6 Силенд полетео је 22. јануара 1948. године. Серијска производња је отпочела наредне године и укупно је произведено 24 авиона

## Технички опис
Шорт С.А.6 Силенд је путничко-транспортни авион, амфибија, потпуно металне конструкције, конзолни једнокрилац-висококрилац на коме се налазе два клипна линијска мотора.
Труп авиона је правоугаоног попречног пресека. На почетку трупа се налази кабина пилота са једним или два седишта једно поред другог, па затим путничка кабина. У путничкој кабини су се налазила седишта за 5 до 7 путника. Конструкција трупа је монокок потпуно металне конструкције од дуралуминијума а оплата од алуминијумског лима. 
Уобичајена погонска група која се уграђивала у ове авионе се састојала од два мотора de Havilland Gipsy Queen 70 снаге 340 KS сваки, са и без редуктора. Ово су били линијски шестоцилиндрични ваздухом хлађени мотори са цилиндрима окренутих надоле.
Крила авиона су са две рамењаче кутијастог типа. Облик крила је једнакокраки трапез а оса крила је управна у односу на труп авиона. Конструкција крила је од дуралуминијума а облога као и код трупа од алуминијумског лима. Реп авиона се састоји од једног вертикалног стабилизатора и кормила правца и два хоризонтална стабилизатора са кормилима дубине. Хоризонтални стабилизатори су причвршћени на вертикални стабилизатор тик изнад трупа авиона. Носеће конструкције репа су металне од дуралуминијума а облога и покретних и стабилних делова репних површина су од алуминијумског лима.
Стајни трап му је класичан, предње ноге са точковима и нископритисним (балон) гумама се уз помоћ хидрауличног уређаја увлаче у бочни део трупа авиона за време лета или плутања по воденој површини. Испод репа авиона се налази репни гумени точак.

## Земље које су користиле Авион
- Норвешка
- Пакистан
- Шведска
- Велика Британија
- САД
- Индија
- Саудијска Арабија
- Венецуела
- Југославија

## Оперативно коришћење

### Авион Шорт С.А.6 Силенд у Југославији
Октобра 1951. године југословенско Ратно ваздухопловство је у оквиру Програма војне помоћи западних земаља набавило у Енглеској два авиона овог типа. По доласку у Југославију најпре су од 23. октобра до 3. новембра били распоређени у ВОЦ ради испитивања, а потом су распоређени у 122. хидроавијацијско одељење иако се у то време у британској штампи појавио податак да су они набављени за ЈАТ са циљем да се одржавају линије дуж далматинске обале - вероватно због цивилне регистрације која им је привремено додељена ради прелета из Енглеске у нашу земљу. Коришћени су све до краја 1962. године, када су расходовани са укупно 1510 сати налета.

### Сачувани примерци авиона Шорт С.А.6 Силенд
Сачувана су два примерка ових авиона један се налази у Naval Aviation Museum (India), Vasco da Gama, Goa, India, а други у Музеју ваздухопловства на аеродрому "Никола Тесла" у Београду. Примерак у музеју у Београду (ев.бр. 0662, ф.бр. SH.1567, ex G-AKLF, exYU-CFK) је задњи лет обавио 18. децембра 1962. како би постао део збирке.